# NGC 6362
NGC 6362 (другие обозначения — GCL 66, ESO 102-SC8) — шаровое скопление в созвездии Жертвенник.
Этот объект входит в число перечисленных в оригинальной редакции «Нового общего каталога».